# D.A.R.Y.L.
Pour les articles homonymes, voir Daryl (homonymie).
Pour plus de détails, voir Fiche technique et Distribution.
D.A.R.Y.L. est un film de science-fiction américano-britannique réalisé par Simon Wincer et sorti en 1985. Le scénario est écrit par David Ambrose (en), Allan Scott et Jeffrey Ellis (en).

## Synopsis
DARYL (pour Data Analyzing Robot Youth Lifeform) est un androïde ayant l'apparence d'un adolescent. Il a été conçu par le Dr Jeffrey Stewart pour le compte d'un programme de l'armée, TASCOM. Opposé à ce projet, le Dr Mulligan s'enfuit du centre avec Daryl. Lors de la course-poursuite, le scientifique est tué et l'androïde à l'allure enfantine se retrouve seul, livré à lui-même. Considéré comme un enfant amnésique, il est placé dans un orphelinat de Barkenton, en Caroline du Sud, avant d'être confié à une famille d'accueil, Joyce et Andy Richardson. Les « compétences » sociales de Daryl sont limitées en raison de l'isolement qu'il a connu jusqu'ici. Malgré tout, il se lie d'amitié avec Turtle, un voisin farfelu. Souffrant toujours d'amnésie, Daryl espère toujours que ses « vrais » parents le retrouveront un jour. Il montre par ailleurs des dispositions particulières et notamment, impressionne Turtle par ses extraordinaires capacités au jeu vidéo Pole Position. Andy décide de lui enseigner le baseball : l'enfant y excelle et réussit plusieurs coups de circuit. Daryl démontre également ses dons en informatique, par exemple en transférant une grosse somme d'argent sur le compte d'Andy, via un distributeur de billets.
Lors d'un match de baseball, Daryl est repéré par des agents du gouvernement. Très vite, un homme et une femme se présentent chez les Richardson, en prétendant être les parents biologiques de Daryl. Il s'agit en réalité du Dr Stewart et du Dr Ellen Lamb. Les deux scientifiques ramènent l’androïde à TASCOM, à Washington, où sa mémoire est restaurée. Après avoir fait subir un débriefing à Daryl, on estime que ses capacités à ressentir des émotions humaines sont nulles et que l'expérience est un échec. La décision est donc prise de le détruire. Mais le Dr Stewart s'y oppose et l'exfiltre discrètement.
Daryl et le Dr Stewart échappent à leurs poursuivants, notamment grâce aux compétences de conduite de l'androïde. Le lendemain, alors qu'ils tentaient d'échapper à un barrage routier, le Dr Stewart est touché par des tirs et meurt des suites de ses blessures. Une nouvelle fois livré à lui-même, Daryl se faufile sur une base militaire et y vole un avion de chasse. Depuis l'appareil, il contacte Turtle et sa sœur Sherie, leur demandant de le retrouver à Blue Lake, un endroit connu des trois enfants. L'US Air Force tente d'intercepter l'avion, sans succès. Pour simuler sa mort, Daryl s'éjecte au dernier moment, alors que l'avion est détruit. Cependant, il atterrit inconscient dans le lac et se noie. Le corps de Daryl est transporté d'urgence à l'hôpital, mais ne montre aucun signe de vie.
Le Dr Lamb découvre finalement l'androïde, réactive son cerveau électronique et parvient à le réanimer. Étant désormais déclaré mort, Daryl n'est plus poursuivi par TASCOM : il retrouve joyeusement sa famille d'accueil, apportant le bonheur à tout le monde — y compris Turtle, qui savait que Daryl ne pouvait pas mourir, puisqu'il était un robot.

## Fiche technique
Sauf indication contraire, les informations mentionnées dans cette section peuvent être confirmées par les bases de données cinématographiques IMDb et Allociné,  présentes dans la section « Liens externes ».
- Titre original et français : D.A.R.Y.L.
- Réalisation : Simon Wincer
- Scénario : David Ambrose, Allan Scott et Jeffrey Ellis
- Musique : Marvin Hamlisch ; chanson Somewhere I Belong interprétée par Teddy Pendergrass
- Photographie : Frank Watts
- Montage : Frank Watts
- Décors : Alan Cassie
- Sociétés de production : Paramount Pictures et World Film Services
- Distribution : Paramount Pictures (États-Unis), Columbia-EMI-Warner (Royaume-Uni), Warner-Columbia Film (France)
- Pays de production :  États-Unis et  Royaume-Uni
- Format : Panavision, 35 mm, 2,35:1 (couleurs, son Dolby numérique)
- Genre : science-fiction, drame, aventures
- Durée : 97 minutes
- Dates de sortie[2] :
  - États-Unis : 14 juin 1985
  - France : 16 juillet 1986
- Tout public

## Distribution
Légende : Doublage cinéma (1986) / Doublage DVD (1999)
- Barret Oliver  (VF : Damien Boisseau / Alexis Pivot) : Daryl
- Mary Beth Hurt  (VF : Annie Balestra / Ninou Fratellini) : Joyce Richardson
- Michael McKean  (VF : Bernard Tiphaine / Gérard Darier) : Andy Richardson
- Kathryn Walker  (VF : Julia Dancourt) : Dr Ellen Lamb
- Colleen Camp  (VF : Francette Vernillat) : Elaine Fox
- Josef Sommer  (VF : Robert Party / William Sabatier) : Dr Jeffrey Stewart
- Ron Frazier  (VF : Nicolas Vogel / Philippe Catoire) : le général Graycliffe
- Burtt Harris  (VF : Georges Atlas) : un général de l'Air Force
- Amely Breton : Dr Jessie
- Steve Ryan  (VF : Michel Derain / Jean-Jacques Nervest) : Howie Fox
- David Wohl (VF : Marc François / Yoann Le Pommelec) : M. Nesbitt
- Danny Corkill (VF : Guillaume Boisseau) : Turtle Fox
- Amy Linker  (VF : Marie-Laure Beneston) : Sherie Lee Fox
- Joseph Reed (VF : Greg Germain / Jean-Paul Pitolin) : Joe, le médecin ophtalmo
- Ski Collins (VF : Raoul Delfosse) : Harry, le pilote
- Russ Wheeler (VF : Jean Lescot) : le copilote
- Hardy Rawls (VF : William Sabatier) : Bull McKenzie
- Blain Fairman : le major Willows
- Robert Arden (VF : Michel Beaune) : le colonel

## Production
Il s'agit du premier film hollywoodien de l'Australien Simon Wincer.
Le tournage débute en janvier 1985. Il a lieu en Floride (Orlando, aéroport de Kissimmee, Eustis, Epcot), en Caroline du Nord (Dillsboro, Brevard) ainsi que dans les Pinewood Studios au Royaume Uni.

## Autour du film
On peut voir un extrait du film Planète interdite (1956) diffusé à la télévision.